# Йоана Ігнат
Йоана Ігнат (рум. Ioana Ignat; нар. 22 липня 1998, Ботошани) — румунська співачка у стилі поп. Брала участь у конкурсі Vocea României (румунський аналог «Голосу країни»), де дійшла до фіналу. У 2017 році Йоана виппустила свій перший сингл „Mă dezîndrăgostesc” ("Я у захваті").

## Дискографія
| Рік  | Назва                                  |
| ---- | -------------------------------------- |
| 2017 | „Dor de iarnă” (feat. Damian Drăghici) |
| 2017 | „Mă dezîndrăgostesc”                   |
| 2017 | „Beauty in the Beast”                  |
| 2017 | „Doar pe a ta” (feat. Edward Sanda)    |
| 2017 | „Nu mă uita”                           |
| 2017 | „Așa-mi vine” (feat. What's UP)        |
| 2018 | „Nu mai e”                             |
| 2018 | „Când lumea e rea” (feat. Dorian Popa) |
| 2018 | „Much Better” (feat. Super Monkeys)    |
| 2018 | „Vivere” (feat. Havana)                |
| 2018 | „De dragul iubirii”                    |

## Зовнішні посилання
- Йоанна Ігнат [Архівовано 28 лютого 2019 у Wayback Machine.] на YouTube
- Йоанна Ігнат [Архівовано 13 квітня 2019 у Wayback Machine.] на Facebook
- Йоанна Ігнат [Архівовано 2 квітня 2019 у Wayback Machine.] на Instagram

Інтерв'ю
- Інтерв'ю [Архівовано 4 грудня 2020 у Wayback Machine.] з Ралука Танасе для сайту InfoMusic